# Haemaphysalis obtusa
Haemaphysalis obtusa este o specie de căpușe din genul Haemaphysalis, familia Ixodidae, descrisă de Wilhelm Dönitz în anul 1910.
Este endemică în Madagascar. Conform Catalogue of Life specia Haemaphysalis obtusa nu are subspecii cunoscute.